# Plebiscito nazionale in Cile del 2020
Il plebiscito nazionale cileno del 2020, nominato ufficialmente Plebiscito Nazionale 2020, si tenne il 25 ottobre per chiedere ai cileni di mantenere la costituzione vigente redatta durante il regime di Augusto Pinochet (opzione "Rechazo") o una nuova (opzione "Apruebo") e da quale organo dovesse essere scritta questa nuova costituzione, nel caso vincesse l'opzione "Apruebo".
Fu il primo plebiscito che si tenuto in Cile dal 1989, anno nel quale si tenne un referendum in merito a un massiccio cambiamento alla costituzione pinochetista. Questo è stato, pertanto, il primo referendum post-regime militare di Pinochet.

## Contesto storico
Le critiche alla vigente costituzione del paese sono nate subito con la sua promulgazione in quanto legittimava il ruolo del presidente Augusto Pinochet, permetteva poca democrazia e richiedeva alti quorum per modificarla. Dopo il plebiscito del 1989 furono inserite importanti modifiche costituzionali e ancora nel 2005 quando sono state eliminate alcune delle rimanenti parti non democratiche.
Già nel 1999 alle primarie della Concertazione dei Partiti per la Democrazia i candidati promuovevano durante la campagna un plebiscito per riforme costituzionali.
Tuttavia la pressione per una nuova costituzione diminuì con la promulgazione di riforme costituzionali nell'anno 2005, malgrado ci fossero ancora partiti che spinsero per una completa revisione della "carta magna". Per la campagna presidenziale del 2009 sia Eduardo Frei Ruiz-Tagle che Sebastián Piñera hanno pubblicamente parlato dell'idea di una nuova Costituzione essenzialmente per ampliare i diritti sociali dei cileni. Fu Michelle Bachelet che, durante il secondo governo, promosse un processo di revisione della costituzione che tuttavia non andò in porto.
Tuttavia in Cile nel 2019 ci furono numerose proteste, con manifestanti che chiedevano pubblicamente la redazione di una nuova costituzione. Il 21 ottobre leader sociali e artisti cileni chiesero a gran voce una Assemblea costituente nazionale. Diverse entità sociali formarono quindi dei "cabildos abiertos", che ebbero una massiccia partecipazione, con l'obiettivo di sondare la popolazione per una eventuale Assemblea Costituente per l'elaborazione di una nuova costituzione.

## Verso il plebiscito

### Accordo del Congresso
Durante il 13 e il 14 novembre 2019 i partiti di Chile Vamos e l'opposizione, escluse alcuni settori realizzarono una serie di negoziazioni nel ex-Palazzo del Congresso Nazionale per far partire un nuovo processo costituente con il suo meccanismo di realizzazione La negoziazione terminò con successo la mattina del 15 novembre 2019 annunciando il plebiscito tramite una dichiarazione denominata "Acuerdo por la Paz Social y la Nueva Constitución".
Al fine di arrivare preparati per il plebiscito originariamente programmato per la fine di Aprile 2020, i sindaci del Cile decisero di indire una consulta cittadina su varie tematiche sociali per il 15 dicembre 2019.

### Reazioni

#### Partiti politici
I partiti politici di sinistra che non parteciparono nelle negoziazioni criticarono la negoziazione. Tra questi, il Partito Comunista del Cile denunciò che il quorum richiesto per una eventuale consultazione costituzionale era molto alto, ma malgrado ciò il Partito ha invitato i suoi militanti a partecipare comunque alla consulta Sebbene anche Convergencia Nacional non sottoscrisse l'accordo un deputato del partito, Gabriel Boric, partecipò alla negoziazione e firmò l'accordo a titolo personale. La sua azione tuttavia provocò una rottura all'interno del suo partito e, per causa di questa sua decisione, dovette affrontare un processo interno innanzi al tribunale supremo del suo partito.
Dentro la coalizione di governo "Chile Vamos" i principali partiti partecipanti firmarono l'accordo per la revisione costituzionale e, pertanto, parteciparono anche al processo di negoziazione. Tuttavia le reazioni all'accordo variarono intensamente internamente alla coalizione. L'Unione Democratica Indipendente, sebbene non ebbe inizialmente una posizione chiara, annunciò che i suoi militanti voteranno contro il progetto di riforma costituzionale, sebbene un suo deputato appoggiò questo processo. Per contro il presidente di Rinnovamento Nazionale, Mario Desbordes, segnalò che i militanti del suo partito erano liberi di votare a favore o contro una nuova costituzione.

#### Società civile
La "Iniciativa Ciudadana Marca AC" ha stimato il processo di accordo, sottolineando comunque che doveva essere stato migliorato una volta trasformato in legge. Dall'altra parte, un gruppo di 244 professori di diritto e scienze politiche hanno dato l'appoggio al plebiscito tramite dichiarazione apposita al Centro de Investigación Periodística (CIPER) affermando che la possibilità di cambiare la Costituzione tramite un processo democratico rappresentava una traguardo importante nella storia del Cile

### Protocollo sanitario
Il 3 agosto 2020 il Ministero della Salute del Cile (Minsal) ha approvato un documento denominato «Protocolo Sanitario Plebiscito Más Seguro», nel quale si definiscono dei protocolli di sicurezza al fine di tenere l'evento senza aggravare la situazione causata dal COVID-19 in Cile. Il protocollo è stato infine pubblicato sulla gazzetta ufficiale cilena del 10 settembre 2020
Il 4 settembre è stato pubblicato sulla gazzetta ufficiale cilena il protocollo del Consiglio Direttivo del SERVEL (l'ente supervisore delle elezioni cileno) che ha fissato norme e istruzioni speciali per il plebiscito del 25 ottobre. Tali sono:
- Un orario di voto esclusivo per le persone ultrasessantenni dalle 14:00 alle 17:00
- Distanza fisica di un metro tra gli elettori in attesa di votare e il personale di seggio
- L'orario di voto si conclude alle 20 di sera
- Gli elettori possono portare una penna al seggio per marcare la propria preferenza e firmare i registri elettorali.
- Cabine elettorali alterate

## Campagna elettorale
Il 3 gennaio 2020 i partiti della Convergenza Progressista, insieme a personaggi indipendenti politicamente lanciarono la campagna "Chile Aprueba, con la quale appoggiano l'opzione "Apruebo". Il 19 gennaio i partiti di "Unidad para el Cambio" insieme al Partido Igualdad, Izquierda Libertaria, Movimiento Democrático Popular e Wallmapuwen lanciarono l'associazione "Apruebo Chile Digno", anche lorocon l'intendo di appoggiare tale opzione nel plebiscito.
Nel dicembre del 2019 diversi gruppi di destra e estrema destra, con membri dei partito/associazioni "Fuerza Nacional", "Unidos en la Fe" e "Convergencia Nacional de Chile", RN e dell'UDI, fondarono il gruppo "Conanouco", abbreviazione di "Coordinadora Nacional por el No a Una Nueva Constitución".
Il 1º marzo 2020 i militanti di RN, UDI e Evópoli che appoggiano l'opzione "Apruebo" hanno lanciano il gruppo "Elijo Aprobar".

## Risultati
La parte "Approva" ha vinto a valanga, con il 78% che ha accettato di redigere una nuova costituzione. Su come dovrebbe essere scritto il nuovo testo, il 79% ha optato per una "assemblea costituzionale". L'affluenza alle urne è stata del 51%. 
Una seconda votazione, che si è svolta insieme alle elezioni comunali e governative tra il 15 e il 16 maggio 2021, ha eletto i 155 membri di una Convención Constitucional la cui maggioranza è rappresentata da forze progressiste di sinistra. Ha iniziato ad operare il 4 luglio 2021 e il progetto costituzionale è stato approvato dall'assemblea il 4 luglio 2022. Il plebiscito del 4 settembre 2022, lo ha però bocciato con il 61,86% dei voti contrari.